# زولفيا زابيروفا
زولفيا زابيروفا (الروسية: Забирова, Зульфия Хасановна) مواليد 19 ديسمبر 1973 في طشقند، الجمهورية الأوزبكية السوفيتية الاشتراكية، الاتحاد السوفيتي، هي متسابقة كازاخستانية في صنف سباق الدراجات على الطريق. شاركت في دورة الألعاب الأولمبية الصيفية وفازت بميدالية أولمبية.

## سجل النتائج

### سباقات أو مراحل فازت بها
- بطولة العالم لسباق الدراجات على الطريق

## الميداليات
| الميدالية | المسابقة                                    |
| --------- | ------------------------------------------- |
| ذهبية     | الألعاب الأولمبية الصيفية 1996              |
| ذهبية     | بطولة العالم لسباق الدراجات على الطريق 2002 |
| فضية      | بطولة العالم لسباق الدراجات على الطريق 1997 |
| فضية      | بطولة العالم لسباق الدراجات على الطريق 1998 |
| برونزية   | بطولة العالم لسباق الدراجات على الطريق 2003 |
| برونزية   | بطولة العالم لسباق الدراجات على الطريق 2004 |

## روابط خارجية
- زولفيا زابيروفا على موقع أرشيف الدراجات (الإنجليزية)
- زولفيا زابيروفا على موقع إحصائيات الدراجات الإحترافية (الإنجليزية)
- زولفيا زابيروفا على موقع نسبة الدراجات (الإنجليزية)
- زولفيا زابيروفا على موقع CycleBase (الإنجليزية)
- زولفيا زابيروفا على موقع أوليمبيديا (الإنجليزية)
- Cycling Website profile